# Ondřejník
Ondřejník – masyw górski na Pogórzu Morawsko-Śląskim na Morawach w Czechach w pobliżu Frydlantu nad Ostrawicą. Najwyższym szczytem jest Skalka (964 m n.p.m.).
Masyw ciągnie się z południa na północ, z nieznacznym odchyleniem ku wschodowi, w formie długiego na ok. 8 km i szerokiego na niespełna 3 km pasma. Od wschodu pasmo ograniczają doliny (kolejno od południa) Čeladenkai i Ostrawicy. Na południu od zrębu Beskidu Morawsko-Śląskiego oddziela je szerokie siodło (ok. 480 m n.p.m.), na które od zachodu podchodzą zabudowania Kunčic pod Ondřejníkem i przez które przechodzi linia kolejowa z Frydlantu nad Ostrawicą do Frenštátu pod Radhoštěm.
Z najwyższego szczytu masywu, położonej w jego południowej części Skalki (964 m n.p.m.) roztacza się bardzo dobry widok na Beskidy, Morawy i Górny Śląsk. Masyw jest również widoczny z Polski m.in. z Wodzisławia Śląskiego leżącego na Górnym Śląsku. W okolicy szczytu Ondřejník (890 m n.p.m.), położonego w północnej części masywu, istnieją trasy dla narciarstwa biegowego, można też uprawiać paralotniarstwo.
Znajdujące się poniżej szczytu Skalka charakterystyczne głazy stworzyły legendę, według której zbójnik Ondraszek ukrył swój łup w okolicy i wykopał z masywu Ondřejníka przejście aż na Łysą Górę.
Na południowym stoku masywu Ondřejníka znajduje się istniejący od 1955 r. rezerwat przyrody Skalka.
W latach 1906–1907 pod wierzchołkiem szczytu Ondřejník, od jego wschodniej strony, założony w 1899 r. Oddział Morawska Ostrawa Klubu Czeskich Turystów wybudował pierwsze w Beskidach schronisko turystyczne tej organizacji.